# Cú Chulainn
Cú Chulainn ("Gos de Culann" en gaèlic irlandès), escrit també Cú Chulaind o Cúchulainn i transliterat sovint a l'anglès com a Cuhullin, és l'heroi mitològic irlandès més famós del cicle de l'Ulster, així com dins del folklore d'Escòcia i de l'Illa de Man. Ha estat anomenat "l'Aquil·les irlandès" pel fet que li van profetitzar ser el protagonista de grans gestes, recollides en el llibre La Tain Bo Cuailnge, que el farien famós, i que moriria jove. Fill del déu Lugh i Dectera, germana del rei de l'Ulster, el seu nom originari era Setanta, però va prendre el nom pel que és més conegut de Cú Chulainn ('el gos de Culann', en irlandès) quan de nen, en anar a visitar el seu pare adoptiu a casa del ferrer Culann, va matar la gossa que la guardava. En aquest moment, es va comprometre a fer de gos guardià del ferrer fins que la cria de la difunta arribés a l'edat adulta i pogués fer el seu treball.
La formació com a guerrer de Cú Chulainn, la va portar a terme la druïdessa Skatsha, que li va ensenyar a utilitzar la seva famosa llança: Gae Bolg. Als 17 anys, va defensar l'Ulster ell sol contra els exèrcits de la reina Medb de Connacht en l'èpica La Tain Bo Cuailnge. Se'l coneix per la seva aterridora febre en la batalla o ríastrad, en què es transforma en un monstre desconegut que no sap ni d'amics ni d'enemics. Lluita pujat en el seu carro, conduït pel seu lleial auriga Láeg, i del qual tiren els seus cavalls, Liath Macha i Dub Sainglend.
Cú Chulainn va morir lluitant contra els exèrcits de les altres tres províncies d'Irlanda, unides per la reina Medb. S'explica que va lluitar fins a la mateixa mort, i els exèrcits enemics solament es van decidir a atacar-lo quan van veure que un corb se le posava en l'espatlla per beure la seva sang.

## Llegendes

### Naixement i infància

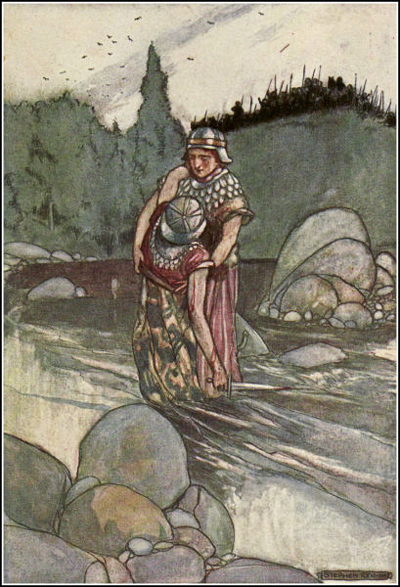
Il·lustració per Stephen Reid mostrant la lluita entre Cú Chulainn i el seu germà adoptiu Ferdiad (1904)

Hi ha diverses versions sobre la història del naixement de Cú Chulainn. En una primera versió, la seva mare Dectera és la filla i l'auriga de Conchobar mac Nessa, rei de l'Ulster, i l'acompanya, juntament amb els nobles de l'Ulster, a una cacera d'una bandada d'ocells màgics. Comença a nevar i els irlandesos de l'Ulster cerquen refugi. Troben una casa on els donen la benvinguda, però la dona de l'amfitrió es posa de part, i Dectera és testimoni del naixement d'un baró. Simultàniament, una euga dona a llum dos poltres. L'endemà al matí, els irlandesos de l'Ulster es troben al Brug na Bóinde (el monticle neolític ubicat a Newgrange), la casa i els seus habitants han desaparegut, excepte el nen i els poltres que encara són al lloc. Dectera s'enduu el nen a casa, el qual emmalalteix i mor molt jove. El déu Lugh se li apareix i li diu que ell va ser el seu amfitrió aquella nit i que li ha introduït a dins el seu fill, al qual ha de nomenar Setanta. El seu embaràs és un escàndol, ja que està promesa a Sualtam mac Roy, i els irlandesos de l'Ulster sospiten que el pare és el mateix Conchobar, per la qual cosa avorta i passa la nit amb el seu marit estant completament verge. Concep aleshores un fill al qual nomena Setanta. Això s'interpreta com una triple concepció, assenyalant el nen com algú especial.
En una versió més tardana, i més coneguda, Dectera és germana de Conchobar i filla del druida Cathbad, i desapareix d'Emain Macha, la capital de l'Ulster. Com en la versió anterior, els irlandesos de l'Ulster parteixen a la cacera d'una bandada d'ocells màgics; els sorprèn una nevada i cerquen refugi en una casa propera. El seu amfitrió és Lugh, però aquesta vegada la dona, que porta al món un baró, és la mateixa Dectera. El nen rep el nom de Setanta. Els nobles de l'Ulster discuteixen sobre qui serà el seu pare adoptiu, fins que el savi Morann decideix que haurien d'adoptar-lo entre uns quants: el mateix Conor; Sencha mac Ailella, que li ensenyarà seny i eloqüència; l'adinerat Blaí Briugu, que el protegirà i el mantindrà; el noble guerrer Fergus mac Roy, que en tindrà cura i li ensenyarà a protegir els més febles; el poeta Amergin, que l'instruirà, i la seva dona Finchoom, que el criarà. Creix a casa d'Amergin i Finchoom, a la plana de Murthemney, en l'actual comtat de Louth, al costat del fill de tots dos, Conall Cernach.
Quan Setanta va ser prou gran, es va dirigir a la cort de Conchobar per educar-se amb els altres fills de nobles. Va ser en aquesta època quan va succeir l'incident que li va donar el sobrenom de Cú Chulainn. Culann, el ferrer, invita Conor d'un banquet a casa seva. Abans d'anar-hi, Conchobara se'n va anar a veure jugar hurling als nens, i invita a Setanta al banquet perquè la seva destresa en el mencionat esport l'ha impressionat. Setanta accepta la invitació, però la posterga fins després del partit, per la qual cosa promet anar-hi una vegada finalitzat aquest. Conchobar oblida dir-l'hi a Culann i aquest deixa solt el seu ferotge gos guardià per protegir la casa. Quan arriba Setanta, el gegantí gos l'ataca, i Setanta el mata en defensa pròpia. Segons una versió, estavellant-lo contra una pedra; en una altra, ficant-li un sliotar o pilota d'hurling per la gola amb ajut del seu hurley o pal d'hurling. Culann està destrossat amb la pèrdua del seu gos, per la qual cosa Setanta li promet criar i procurar-li un substitut i, fins que aquest sigui prou gran com per fer el treball, ell mateix vigilarà la casa de Culann. El druida Cathbad anuncia que el seu nom serà d'ara endavant Cú Chulainn, és a dir, el 'gos de Culann' en irlandès.
Arribat el moment en què havia de rebre les armes de la maduresa, es va trobar que Cathbad, que es trobava instruint els seus pupils, profetitzava que aquell que rebés les armes aquell dia seria el més gran dels herois i les seves proeses serien les més lloades, encara que la seva vida seria curta. Fingint no sentir res, Cú Chulainn es va apressar a arribar enfront de Conor mac Nessa i li va demanar que li fes lliurament de les seves armes. Aquest li va lliurar dues llances i un carro de guerra. Cú Chulainn va prendre ambdues llances entre les mans i les va trencar, així com el carro. Així va fer amb altres parells de llances i carros que li van ser donats, fins que, veient la situació, el rei li va atorgar les seves pròpies llances, la seva espasa i el seu carro que, en no poder-los trencar Cú Chulainn, es van convertir en les seves armes.
La seva fortalesa i habitatge es trobava a Dundalk i, d'aquesta manera, es va convertir en el senyor de la plana de Murthemney.

### La Tain Bo Cuailnge

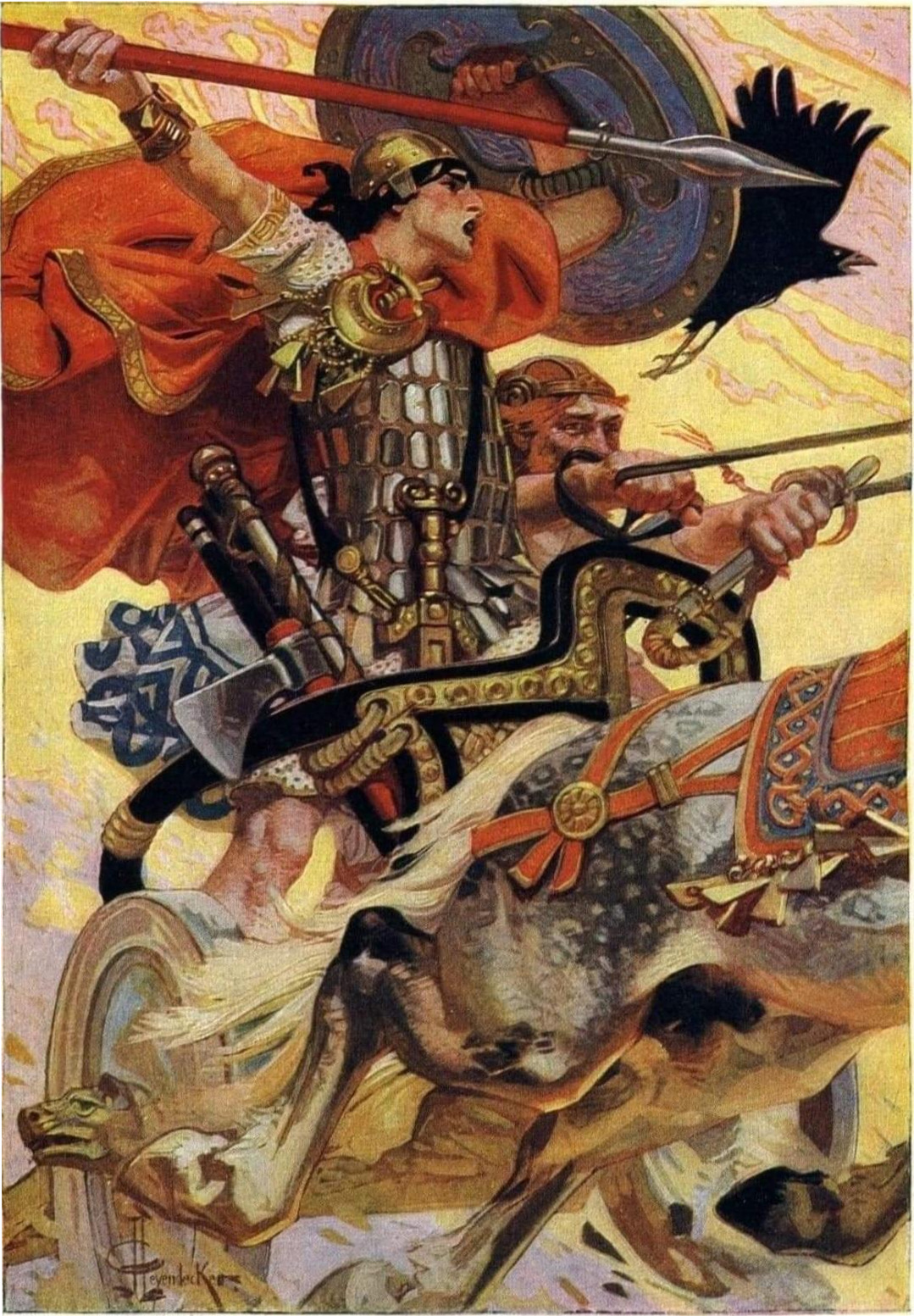
Representació de Cú Chulainn en batalla. Il·lustració de 1911

Als 17 anys, Cú Chulainn, ell sol, defensa l'Ulster contra l'exèrcit de Connacht en La Tain Bó Cuailnge o Batalla dels bous de Cualinge. Medb, reina de Connacht, ha organitzat la invasió per robar el bou semental Donn Cuailnge, i Cú Chulainn li permet apoderar-se de l'Ulster per sorpresa perquè està amb una dona quan hauria d'haver vigilat la frontera. Els soldats de l'Ulster estan inutilitzats per un sortilegi, pel qual cosa Cú Chulainn impedeix a l'exèrcit de Medb avançar lliurant un combat singular en el gual. Derrota un campió darrere l'altre en un estira-i-arronsa que dura mesos.
Abans d'un combat, una bonica dona se l'acosta dient que és filla d'un rei i li ofereix el seu amor, però ell la rebutja. La dona resulta ser la dea Morrigan, i en venjança per aquest menyspreu, l'ataca adoptant la forma d'animals diversos en ple combat contra Lóch mac Mofemis. Com a anguila, li posa la traveta al gual, però ell li trenca les costelles i la trepitja. Com a llop, foragita el bestiar en estampida pel gual i li treu un ull d'una pedrada. Finalment, es manifesta com una vaca al cap de l'estampida, però Cú Chulainn li trenca una pota, novament, d'una pedrada. Després de derrotar a Loch, per fi, la dea Morrigan se li apareix com una anciana munyint una vaca i amb les mateixes ferides que li va fer quan es va manifestar amb les diverses formes animals. Ella li ofereix llet tres vegades i cada vegada que beu, Cú Chulainn la beneeix, curant-se-li les ferides.
Després d'un combat especialment dur, Cú Chulainn descansa ferit greument, però el visita Lugh, que li confessa que ell és el seu pare i li guareix les ferides. Quan Cú Chulainn es desperta i veu que les tropes d'Emain Macha, capital de l'Ulster, han atacat i assassinat l'exèrcit de Connacht, li dona un col·lapse encara més espectacular: va tenir un espasme i el seu cos es va transformar en un ésser monstruós; tot el cos se li agitava com un jonc a mercè del corrent. La boca estava retorta, la mandíbula escapçada deixava a la vista les entranyes i escopia per la boca grans quantitats de saliva.
Va atacar l'exèrcit i va matar-ne centenars, amuntegant els cadàvers uns damunt d'altres, formant parets. Quan al seu pare adoptiu Fergus mac Roy, exiliat ara a la cort de Medb, l'envien per enfrontar-se amb Cú Chulainn, aquest accepta rendir-se, sempre que Fergus prometi tornar-li el favor la pròxima vegada que tornin a veure's. Finalment, lliura un combat extenuant durant tres dies amb el seu millor amic i germà adoptiu, Ferdiad, en un gual nomenat Áth Fhir Diadh (a Ardee, comtat de Louth) en el seu nom.
Els irlandesos de l'Ulster es rebel·len, un a un primer, i finalment en massa. Comença la batalla final i Cú Chulainn roman en la rereguarda, recuperant-se de les ferides fins que veu Fergus avançant. S'incorpora a l'atac i s'enfronta a Fergus, que compleix amb la seva part del tracte i es rendeix, retirant el seu exèrcit del camp de batalla. S'estén el pànic entre la resta d'aliats de Connacht i Medb es veu obligada a retirar-se. En aquest moment tan inoportú li ve la menstruació i, malgrat que Fergus fa de guàrdia al voltant d'ella, Cú Chulainn l'enganya mentrestant i la té a la seva mercè. Tanmateix, li perdona la vida perquè no li sembla bé matar dones i l'acompanya fins Athlone, a la seva retirada de tornada a Connacht.

### La mort de Cú Chulainn

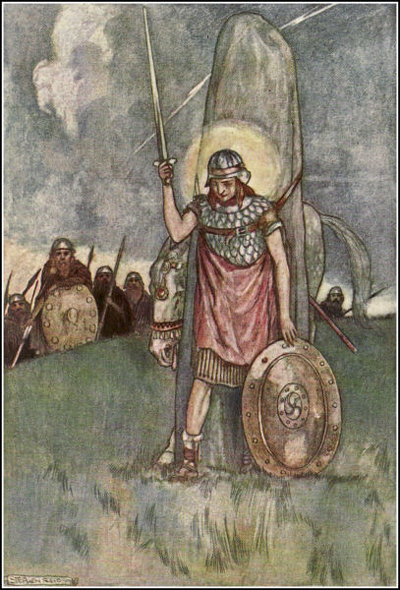
Cú Chulainn arriba a la fi de la seva mort

Medb conspira amb Lugaid, fill de Cú Roy, Erc, fill de Cairbre Nia Fer, i els fills d'altres als quals Cú Chulainn va matar, per arrossegar-lo a la seva tomba. La seva sort està feta, en trencar el geis o jurament que requeia sobre seu i que incloïa la prohibició de menjar carn de gos, i com a Irlanda en els seus inicis existia una creença generalitzada molt arrelada en contra de rebutjar l'hospitalitat oferta per d'altres, de manera que, quan una dona vella i lletja li ofereix un plat amb carn de gos, no li queda més remei que trencar el seu jurament. De manera que queda espiritualment afeblit per a la lluita que està encara per venir.
Lugaid mana fer tres llances màgiques i li profetitzen que un rei caurà amb cada una d'aquestes. Amb la primera, mata Láeg, l'auriga de Cú Chulainn, rei dels aurigues. Amb la segona, mata el cavall de Cú Chulainn, Liath Macha, rei dels cavalls. I amb la tercera, fereix mortalment el mateix Cú Chulainn. Aleshores, aquest es lliga a una pedra per mantenir-se en peus. Pedra que, tradicionalment, s'identifica amb una que encara és a Knockbridge, al comtat de Louth.
Tan sols quan un corb es recolza sobre la seva espatlla saben els seus enemics que està mort. Tot seguit, Lugaid li talla el cap, però en el moment de fer-ho, l'espasa de Cú Chulainn cau de la seva mà tallant-li la mà a Lugaid. Conall Cernach havia jurat que si Cú Chulainn moria abans que ell, venjaria la seva mort abans de la posta del sol i, quan s'assabenta que Cú Chulainn ha mort, persegueix Lugaid. Com aquest ha perdut una mà, Conall combat contra ell amb una mà subjectada al cinturó, i el venç quan el seu cavall mossega Lugaid en el costat. També mata Erc i porta el seu cap de tornada a Tara, on la seva germana Achall mor de dolor per la mort del seu germà.